# هاكون بيرغ
هاكون بيرغ (بالنرويجية البوكمول: Håkon Berge)‏ هو ملحن نرويجي، ولد في 22 أبريل 1954.

## وصلات خارجية
- هاكون بيرغ على موقع IMDb (الإنجليزية)
- هاكون بيرغ على موقع ميوزك برينز (الإنجليزية)